# Pierre Soulages
Pierre Soulages (24. prosince 1919 – 25. října 2022) byl francouzský malíř a sochař, představitel abstraktního expresionismu.

## Život
Narodil se roku 1919 ve městě Rodez na jihu Francie. Poté, co se koncem třicátých let usadil v Paříži, nejprve studoval soukromě kresbu, ale později přišel na École des beaux-arts. Školu nakonec nedokončil a vrátil se do rodného města. V roce 1941 nastoupil do armády, ale zanedlouho byl propuštěn. Později krátce studoval umění v Montpellier a svou první výstavu měl v roce 1947 v Paříži. V letech 1987 až 1994 pracoval na vitrážových oknech pro románskou baziliku v Conques. Roku 1992 získal cenu Praemium Imperiale. Francouzský prezident François Hollande jej roku 2014 označil za nejlepšího žijícího malíře.